# 东至县
东至县位于中国安徽省南部，是池州市下辖的一个县，位于长江下游南岸，北望安庆，南邻江西。總人口约54万，区域总面积为3261平方公里，縣人民政府駐尧渡镇。

## 历史

荷兰人约翰·纽霍夫在1665年所画的东流镇风景图

南唐保大十一年（953年）升东流场为东流县，属江州；《明一统志》：“东流县，以大江自湓城而下，逶迤东注，故名”。民国21年（1932年）10月，秋浦县更名至德县。1959年由东流、至德两县合并成东至县。
境内舜耕山（又名大历山），相传为舜躬耕之地，尧访舜时由此渡河，留下众多遗址和传说，县城遂称“尧渡”，自古就有“尧舜之乡”美誉。
1988年，县内的古人类遗址华龙洞遗址被发现，2006年首次发掘，2015年出土一枚较为完整的人类头骨化石。该遗址出土的古人类化石被称为“华龙洞人”，年代范围为距今约33万年到27万年之间。

## 人口
2020年，东至县的常住人口为49.2万人，户籍人口为54.9万人，户籍人口多于常住人口。 其中，男性户籍人口28.19万人，女性户籍人口26.71万人，男性人口多于女性人口。

## 地理
东至县西北滨临长江，与怀宁县、望江县一水之隔；东与贵池区、石台县、祁门县接壤；北部和安庆市区隔江相望；南部和西南部与江西省浮梁县、鄱阳县、彭泽县接壤。县域坐标：东经116º39"—117º18"、北纬29º34"—30º30"，南北长108公里，东西宽65公里。面积占全省总面积的2.3%。
地势南高北低，最高峰仙寓山（1375.7米），北部西北部地势最低，最低处七里湖及新丰圩（9.5米）。
气候温和，四季分明。多年平均气温16.9℃，多年平均降雨量1554.4mm，无霜期223天。

## 行政区划
东至县辖12个镇、3个乡、2个类似乡级单位：
尧渡镇、东流镇、大渡口镇、胜利镇、张溪镇、洋湖镇、葛公镇、香隅镇、官港镇、昭潭镇、龙泉镇、泥溪镇、花园乡、木塔乡、青山乡、香隅化工园区和大渡口经济开发区。

## 资源
东至县资源丰富，矿产以石灰石、白云石、方解石储量大，分别达20亿吨、4亿吨、2亿吨以上。

## 经济
农业生产条件得天独厚，已形成优质米、优质油、优质棉、食用菌、茶叶、禽畜、水产、经果林等八大农产品开发基地，是全国“商品粮基地县”、“全国优质棉基地县”、“全国速生丰产林基地县”、“全国绿化先进县”、“沿江渔业高效示范区”和“全国红茶出口基地县”。
工业有纺织服装、化工、机械、玩具、新型非金属材料和绿色食品生产加工等六大支柱产业。

## 交通
东至县交通便捷，尧渡镇北距省会合肥市247km，南距江西省景德镇市152km。
- 公路： 206国道、 236国道和 济广高速纵贯南北， 318国道横穿东西；
- 铁路：铜九铁路；
- 水路：长江黄金水道流经县内85公里，沿江有香口、东流、大渡口3个港口。

## 名胜古迹
- 升金湖，是安徽省第一个以水禽及其栖息环境为保护对象的国家级自然保护区，又是亚洲重要湿地之一。
- 历山（舜耕山），距县城12千米，集“尧舜遗迹、佛教文化、岩溶景观”于一山；为省级风景名胜区、国家3A级旅游景区。
- 东流古镇，因濒临长江，取“大江东流”之意为名；东晋陶渊明留下了“采菊东篱下，悠然见南山”的千古名句。
- 仙寓山，距县城40余千米，海拔1375米，林木苍翠，溪流碧透，奇石峥嵘；有近百处瀑布，为皖南山区最大的瀑布群。
- 陶公祠，为省级重点文物保护单位。
- 红鱼池，位于东至县张溪镇，曾被央视《北纬三十度中国行》报道。

## 特产
- 葛粉、麦鱼、升金湖咸鸭蛋、官港花菇、升金湖青虾、东至蕨菜、东至香菇、菜糕、葛公豆腐、建新乡珍珠、紫石塔毛尖等。

## 名人
- 陶渊明（约365年—427年），字元亮，号五柳先生，世称靖节先生，入刘宋后改名潜。
- 许世英（1873年－1964年），字静仁，号俊人，政治人物，曾任北洋政府国务总理。
- 周学熙（1866～1947）北洋政府财政总长﹑实业家。字缉之﹐别号止庵。
- 梁晶 (運動員) (1990~2021) 马拉松运动员，生前是中国超马纪录保持者。